# لئاندرو مورگالا
لئاندرو مورگالا (انگلیسی: Leandro Morgalla؛ زادهٔ ۱۳ سپتامبر ۲۰۰۴) بازیکن فوتبال است.
وی همچنین در تیم ملی فوتبال جوانان آلمان بازی کرده‌است.